# Temora
Temora är en ort med omkring 4 000 invånare i Riverina-området i New South Wales i Australien. På orten finns jordbruksindustrier, liksom ett flygmuseum, Temora Aviation Museum.